# Otto Koblank
Otto Koblank (* 18. November 1885 in Stettin; † 22. September 1956 in Lübeck) war ein deutscher Politiker (SPD/USPD) und Gewerkschafter. Er war Abgeordneter des Landtages des Freistaates Mecklenburg-Schwerin.

## Leben
Koblank erlernte nach dem Besuch der Volksschule den Beruf des Schlossers und Klempners. Von 1905 bis 1913 arbeitete er als Dreher in Stettin und abschließend in Wismar. Ab 1905 war er Mitglied der Sozialdemokratischen Partei Deutschlands (SPD) und gewerkschaftlich organisiert. Von Dezember 1914 bis Oktober 1917 nahm er als Soldat am Ersten Weltkrieg teil. 1918 trat er zur Unabhängigen Sozialdemokratischen Partei Deutschlands (USPD) über. Im November 1918 wurde er Mitglied des Arbeiter- und Soldatenrates in Wismar.
1918/19 war er Mitglied des USPD-Bezirksvorstands für beide Mecklenburg. Ab 1920 fungierte er als Vorsitzender der USPD in Wismar sowie als Vorstandsmitglied der Filiale des Deutschen Metallarbeiter-Verbands in Wismar. Er war auch Betriebsratsmitglied bei der Firma Podeus. 1920/21 war Koblank Vorsitzender des ADGB-Ortsausschusses in Wismar. Von Juni 1920 bis März 1921 gehörte er als Mitglied der USPD-Fraktion dem Landtag von Mecklenburg-Schwerin an.